# Cristóbal de Morales
Cristóbal de Morales (někdy uváděn i Cristóbal Morales, kolem roku 1500 – mezi 4. zářím a 7. říjnem 1553) byl španělský hudební skladatel. Pocházel ze Sevilly, působil ve Španělsku a během pontifikátu papeže Pavla III. také deset let v Římě při papežském dvoře. Již za života byl považován za významného skladatele a vydal řadu opusů tiskem. Zachovalo se po něm velké množství duchovní hudby: 22 mší, přes 100 motet, 16 zpracování Magnificat a 5 různých zhudebnění Lamentací.